# Provincia di Nan
Nan è una provincia della Thailandia facente parte del Gruppo regionale della Thailandia del Nord. Si estende per 11.472 km², ha 477.086 abitanti ed il capoluogo è il distretto di Mueang Nan. La città principale è Nan.

## Geografia fisica

### Territorio
La provincia, circondata da montagne, è situata nella vallata del fiume Nan. Confina con la provincia laotiana di Sanyabuli (nord e est), con le provincie di Phayao e Phrae (ovest), e con la provincia di Uttaradit (sud).

## Storia
Nan è stata per secoli un regno indipendente, con poche relazioni con
l'esterno, data la sua particolare posizione geografica tra le montagne.
Il primo regno, con capitale intorno alla città Mueang Pua, è stato
creato nel tardo XIII secolo. I suoi governanti, la dinastia Phukha,
seppur collegati con i fondatori di Vientiane, hanno poi stabilito
contatti con il regno di Sukhothai.
Nel XIV secolo, la capitale fu trasferita nella sede attuale a Nan.
Verso la fine del XIV secolo, Nan divenne uno dei nove principati
settentrionali Thai-Lao, che comprendevano Lan Na Thai (ora Lanna) e le
città-Stato che fiorirono per tutto il XV secolo, come Chiang Klang (La
città di mezzo), Chiang Mai (La Città Nuova) e Chiang Thong (La Città
d'Oro), che è l'odierna Luang Prabang.
Nel 1778 divenne parte del regno del Siam. Nel 1893 il regno del Siam ha
 dovuto cedere la parte orientale di Nan all'Indocina francese (la
provincia di Nan si estendeva sino al fiume Mekong, nell'attuale
provincia laotiana di Sanyabuli).

## Monumenti e luoghi d'interesse
- Nan Il Museo Nazionale, la casa in legno di Teak del "Re di Nan", le vecchie mura, il lungo-fiume Nan.
- I Templi: Wat Phumin, Wat Phra That Chae Haeng, Wat Phra That Chang Kham, Wat Hua Khuang, Wat Suan Tan, Wat Phaya Phu, Wat Phra That Khao Noi
- Thung Chang - Nove villaggi di minoranze etniche H'Mong, Lua, Khamu e Thai Lue. Le grotte Tham Pha Pueng (la più profonda della Thailandia), Tham Pha Daeng e Tham Phu Hua Lan. La vetta Doi Pha Phueng. Le cascate Tad Mok e Phukham. Il fiume Nan, con l'antico ponte di legno. Il tempio Wat Thueng Phueng con il Buddha del XIII secolo. Il giardino botanico di Mani Phruek, con villaggi etnici.
- Song Kwae - Parco Nazionale Tham Sakoen
- Chiang Klang - Cascata Tad Man
- Huay Khon (Chaloem Phra Kiat) - Il mercato di frontiera Thai-Lao. Il campo di battaglia Hauy Kon Khao (guerriglia comunista ai tempi del Vietnam). Il progetto agro-turistico Phu Phayak, con nelle vicinanze il Museo Comunista. La sorgente del fiume Nan
- Bo Kluea - Parco Nazionale Khun Nan, antiche saline di montagna
- Pua - Parco Nazionale Doi Phu Kha
- Nong Bua - Tempio Wat Nong Bua. Il villaggio etnico Thai-Lue
- Mae Charim - Parco Nazionale Mae Charim, rafting sul fiume Wa
- Ban Luang - Villaggi di minoranze etniche
- Na Noi - Canyon Sao Din. Il Parco Nazionale Si Nan. Il Parco Nazionale Khun Sathan
- Na Muen - villaggio di pescatori Pak Nai

## Cultura

### Artigianato e prodotti locali
Prodotti tessili, strumenti musicali, argento, intarsi in legno, artigianato delle minornze etniche.
La provincia, e soprattutto il distretto di Thung Chang, è famosa per la produzione di arance "Som Si Thong" (arance dorate).

### Eventi
Sul fiume Nan, si tiene la tradizionale gara annuale di barche "lunghe". In ottobre/novembre.
2014: dai primi di ottobre iniziano le selezioni per la fase finale. Semi-finali il 21-22 ottobre. Le finali, dal 24 al 26 di ottobre, sul lungofiume nel centro della città di Nan.

## Geografia antropica

### Suddivisioni amministrative

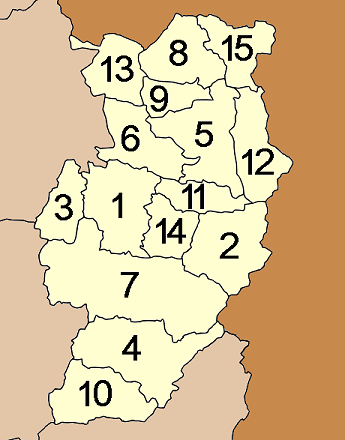
Mappa degli Amphoe

La provincia è suddivisa in 15 distretti (amphoe). Questi a loro volta sono suddivisi in 99 sottodistretti (tambon) e 848 villaggi (muban).
| 1. Mueang Nan 2. Mae Charim 3. Ban Luang 4. Na Noi 5. Pua 6. Tha Wang Pha 7. Wiang Sa 8. Thung Chang | 1. Chiang Klang 2. Na Muen 3. Santi Suk 4. Bo Kluea 5. Song Khwae 6. Phu Phiang 7. Chaloem Phra Kiat |